# Julia Chuzhoy
Julia Chuzhoy es matemática e informática israelí en el Instituto Tecnológico Toyota en Chicago, conocida por su investigación sobre algoritmos de aproximación y teoría de grafos. 

## Educación y carrera
Chuzhoy obtuvo títulos de licenciatura, maestría y doctorado del Technion - Instituto de Tecnología de Israel en 1998, 2000 y 2004, respectivamente.  Su disertación, sobre algoritmos de aproximación, fue supervisada por Seffi Naor. Ella ha estado en el Instituto Tecnológico de Toyota desde 2007,  y también ocupa un puesto en el Departamento de Informática de la Universidad de Chicago.

## Contribuciones y reconocimientos
Chuzhoy ganó el premio al mejor artículo en el Simposio sobre Fundamentos de Ciencias de la Computación de 2012 por su publicación, realizada junto a Shi Li, sobre la aproximación del problema de conectar muchos pares de vértices dados en un gráfico por caminos de bordes separados.  También es conocida por su trabajo que muestra una relación polinómica entre el tamaño de un gráfico de cuadrícula menor de un gráfico y su ancho de árbol. Esta conexión entre estas dos propiedades de gráfico es un componente clave del teorema de Robertson-Seymour, que está estrechamente relacionado con el teorema de cuadrícula de Halin para gráficos infinitos y subyace a la teoría de la bidimensionalidad para algoritmos de aproximación de gráficos. 
Fue oradora invitada en el Congreso Internacional de Matemáticos 2014, en Seúl.